# مانتری، نیو ساوت ولز
مانتری (به انگلیسی: Monterey) یک حومه شهر در استرالیا است که در نیو ساوت ولز واقع شده‌است.